# Chiara Zocchi
Chiara Zocchi (Varese, 25 marzo 1977) è una scrittrice italiana.

## Biografia
Figlia dell’ex deputato Luigi Zocchi, nel 1996 ha pubblicato per Garzanti il romanzo Olga, che ha avuto un grande successo in Italia ed è stato tradotto in dieci lingue.
Nel 2005 ha poi pubblicato, sempre per Garzanti, il romanzo, Tre voli, tradotto in francese con il titolo Volare. Ha collaborato con le riviste Rolling Stone, GQ, Grazia, D di Repubblica, Avvenire, Corriere della Sera, Max e Satisfiction. Nel 2002 ha lavorato in qualità di autrice e in video, al progetto TSX (un programma creato da radio e televisione della Svizzera Italiana), con il programma Impronte digitali. Tra il 2006 e il 2013 ha curato la rubrica d'arte "Le mostre" su Grazia.

## Opere

### Romanzi
- Olga, Garzanti, 1996
- Tre voli, Garzanti, 2005

### Racconti
- Linea rossa, Subway letteratura, 1998

## Premi e riconoscimenti
- Premio Fiuggi[senza fonte]
- Premio Rapallo-Carige opera prima[3]
- Premio Costantino Pavan[senza fonte].